# Лорін Гілл
Лорін Ноель Гілл (англ. Lauryn Noelle Hill; нар. 26 травня 1975) — американська авторка-виконавиця у стилі неосоул, музикантка, композиторка, реперка, музична продюсерка, акторка та кінорежисерка. Колишня солістка колективу The Fugees, яка до 25 років отримала вісім нагород «Ґреммі».

## Біографія
Народилася в місті East Orange (Нью-Джерсі, США). У неї та її колишнього друга Rohan Marley (сина Боба Марлі) п'ятеро дітей: син Зіон Давид (Zion David, 3.8.1997), дочка Села Луїз (Selah Louise, 12.11.1998), син Джошуа Омару (Joshua Omaru, 26.1.2002), син Джон Неста (John Nesta, р. 2003) і дочка Сара (Sarah р. 01.2008). 23 липня 2011 року Лорін народила сина Майкла Роману (Michael Roman) від іншого чоловіка.

## Історія
Після грандіозного успіху The Fugees в 1996—1997 рр. учасники гурту розділилися щодо її майбутнього напрямку і взялися за сольні проєкти, найуспішнішим з яких став альбом The Miseducation of Lauryn Hill, на якому вона практично наодинці написала і спродюсувала всі доріжки. На думку критики, цей диск розмивав кордони між такими напрямами, як реп, соул і реггі. Сучасні «примочки» поєднувалися в ньому з загальним вінтажним настроєм і численними відсиланнями до музики 1960-их.
Завдяки цьому альбому в 1999 році Лорін Гілл стала першою виконавицею в історії «Греммі», номінованою одночасно на десять категорій і здобула п'ять нагород за одну церемонію. Альбом був удостоєний честі стати першим неосоул-альбомом, який отримав «Греммі» як найкращий альбом року. Написаний на гостросоціальну тему трек «Doo Wop (That Thing)» вперше в історії хіп-хопу дебютував в Billboard Hot 100 прямо на першому місці. У наступному році вона знімалася разом з такими легендами, як Карлос Сантана («Supernatural») і Арета Франклін («A Rose Is Still a Rose»). Три роки тому вийшов її сповідальний концертний альбом «MTV Unplugged No. 2.0».
Одним з основних поштовхів до великої кар'єри і популярності стали знімання у фільмі «Дій, сестро 2» (1993), де вона зіграла роль школярки Рити Вотсон, яка мріє лише про одне — стати співачкою.

## Дискографія
У складі Fugees
- Blunted on Reality (1994)
- The Score (1996)

Сольні
- The Miseducation of Lauryn Hill (1998)

Збірки
- Bootleg Versions (the Fugees, 1996)
- Greatest Hits (the Fugees, 2003)

Сингли Fugees
- «Boof Baf»
- «Nappy Heads»
- «Vocab»
- «Refugees on the Mic»
- «Fu-Gee-La»
- «Killing Me Softly»
- «Ready or Not»
- «No Woman, No Cry»
- «Rumble in the Jungle»
- «Take It Easy»

## Фільмографія
| Рік       | Українською                                  | Мовою оригіналу                        | Ролі/Участь                   |
| 1991      | Поки обертається світ                        | As the World Turns… (television)       | Кіра Джонсон (Kira Johnson)   |
| 1975—2009 | Суботнього вечора в прямому ефірі (програма) | Saturday Night Live                    | гостя програми                |
| 1992      | Цар гори                                     | King Of The Hill                       | Арлетта, ліфтерка (Arletta)   |
| 1993      | Дій, сестро 2: Знову за старе                | Sister Act 2: Back In The Habit        | Рита Вотсон (Rita Watson)     |
| 1996      | Ей-Бі-Сі Після школи                         | ABC Afterschool Special (серіал)       | Маліка (Malika)               |
| 1997      | Рими і розум                                 | Rhyme & Reason                         | (грає саму себе)              |
| 1997      | Невдачливий                                  | Hav Plenty                             | Дебра (Debra)                 |
| 1998      | Ресторан                                     | Restaurant                             | Леслі (Leslie)                |
| 2002      | Божественні таємниці сестричок Я-Я           | Divine Secrets of the Ya-Ya Sisterhood | (написала музику до фільму)   |
| 2005      | Блок Паті                                    | Block Party                            | (грає саму себе (The Fugees)) |
| 2008      | Африка Юнайт                                 | Africa Unite                           |                               |
| 2014      | Щодо насильства                              | Concerning Violence                    | дикторка                      |